# Palamuse (gemeente)
Palamuse (Estisch: Palamuse vald) is een vroegere gemeente in de Estlandse provincie Jõgevamaa. De gemeente telde 2065 inwoners op 1 januari 2017 en had een oppervlakte van 215,8 km². De hoofdplaats was Palamuse.
In oktober 2017 ging de gemeente op in de gemeente Jõgeva.
Naast de hoofdplaats Palamuse (472 inwoners) met de status van vlek (Estisch: alevik) omvatte de gemeente de dorpen Änkküla, Eerikvere, Ehavere, Imukvere, Järvepera, Kaarepere, Kaiavere, Kassivere, Kivimäe, Kudina, Luua, Mullavere, Nava, Pikkjärve, Praaklima, Raadivere, Rahivere, Ronivere, Sudiste, Süvalepa, Toovere, Vaidavere, Vanavälja, Varbevere en Visusti.
Het dorp Järvepera was in 1887 de geboorteplaats van de volksschrijver Oskar Luts. Zijn bekendste boeken spelen zich in Palamuse (bij hem: Paunvere) af.

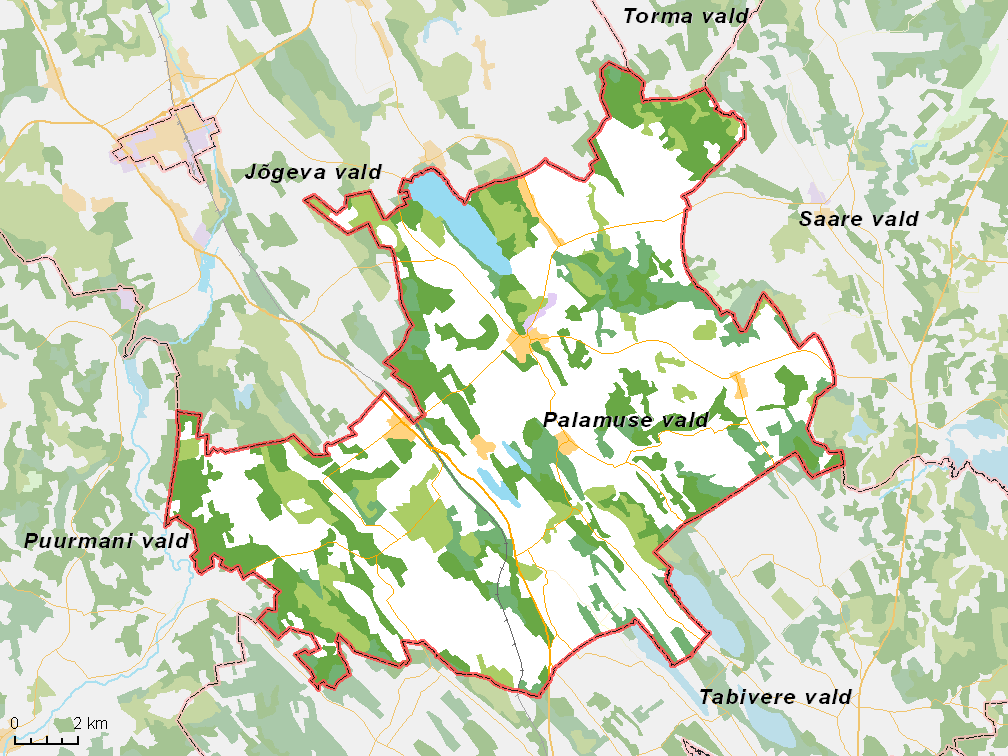
De gemeente met omliggende gemeenten, situatie in 2017